# Lo (Lo-Reninge)
Lo é uma vila  e deelgemeente belga pertencente ao município de Lo-Reninge, província de Flandres Ocidental. Em 1999, tinha 1.114 habitantes, numa área de 15,69 km².

## Monumentos

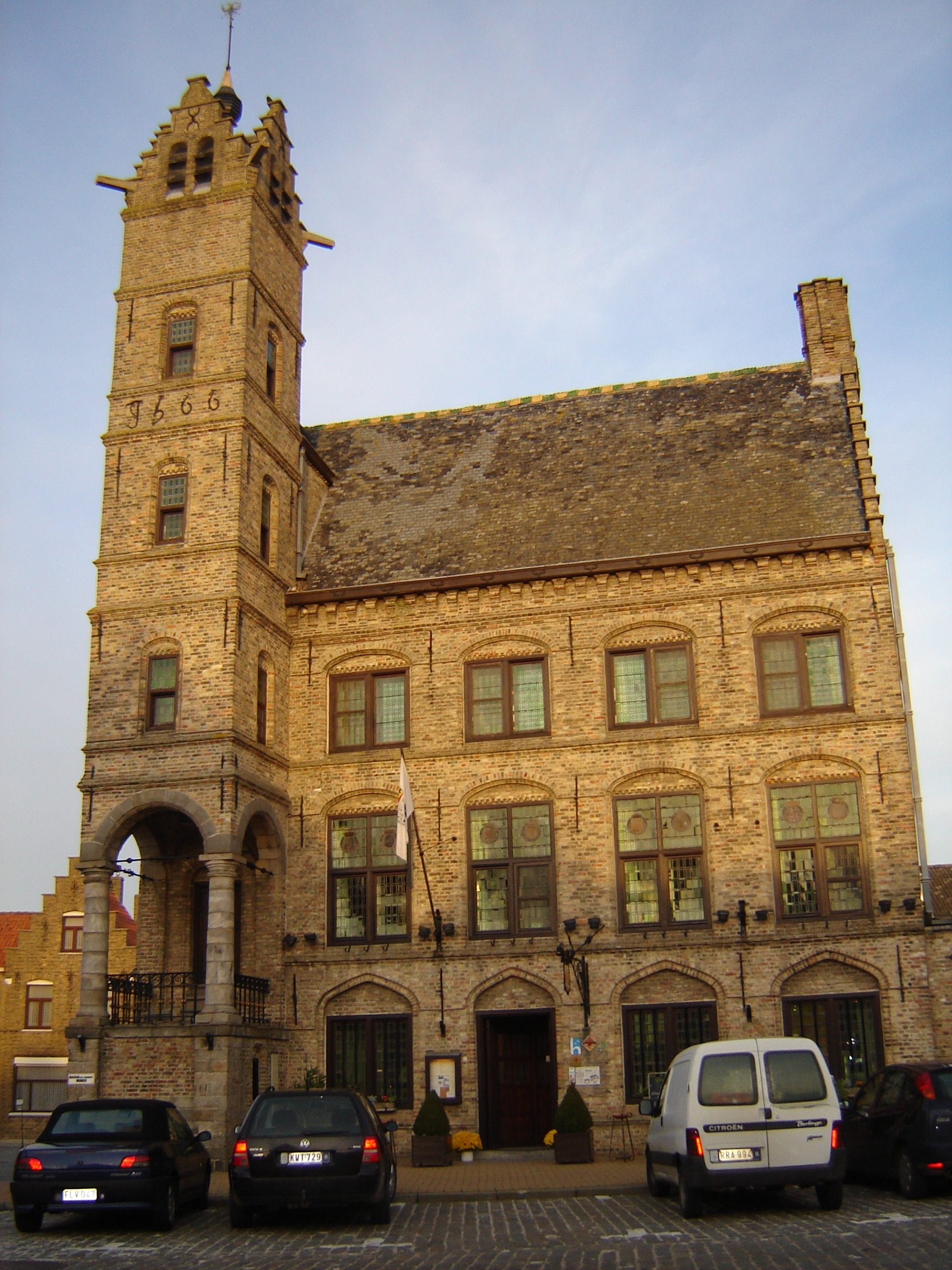
Antigo edifício da câmara municipal e campanário.
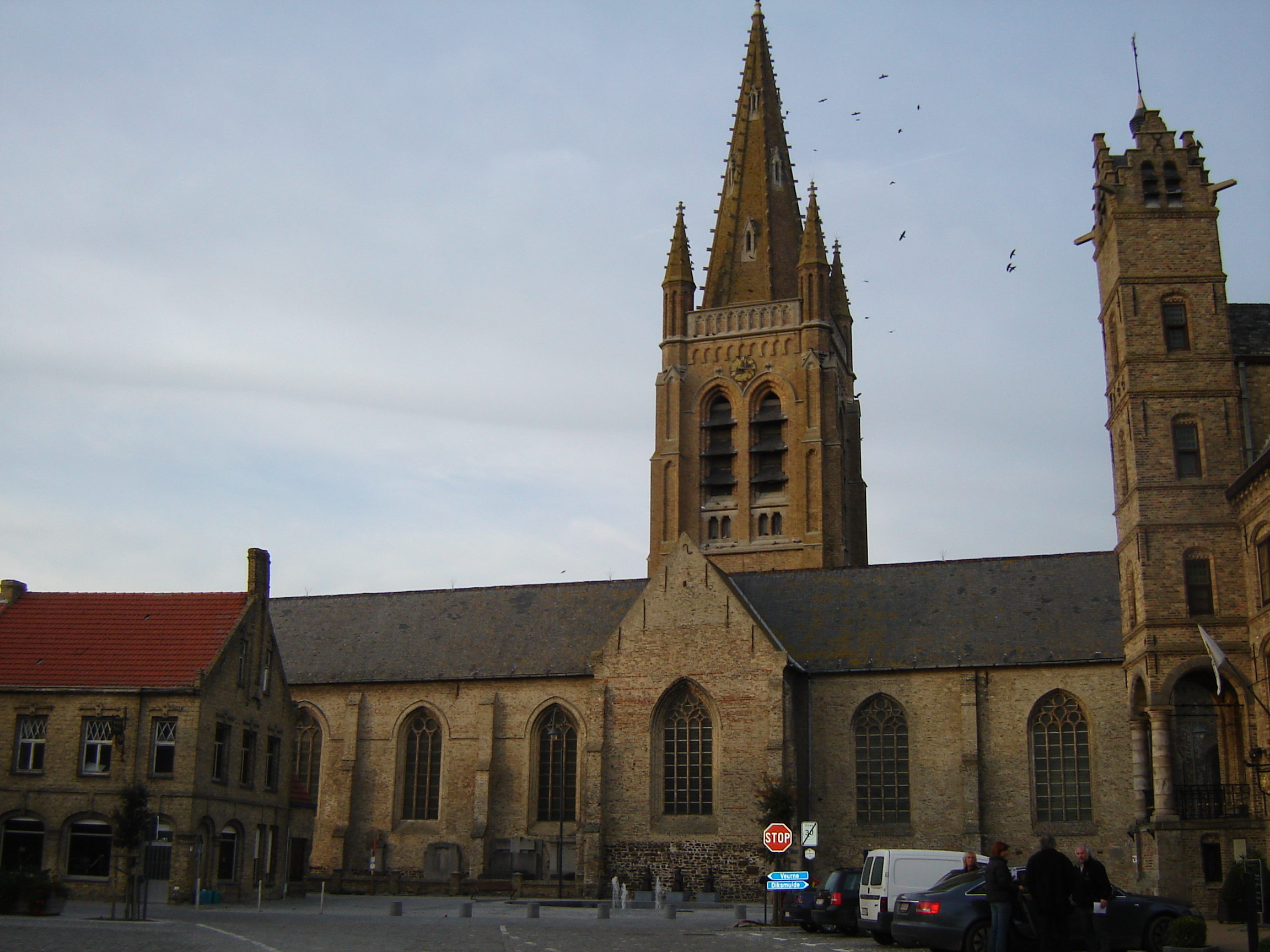
Igreja de São Pedro.
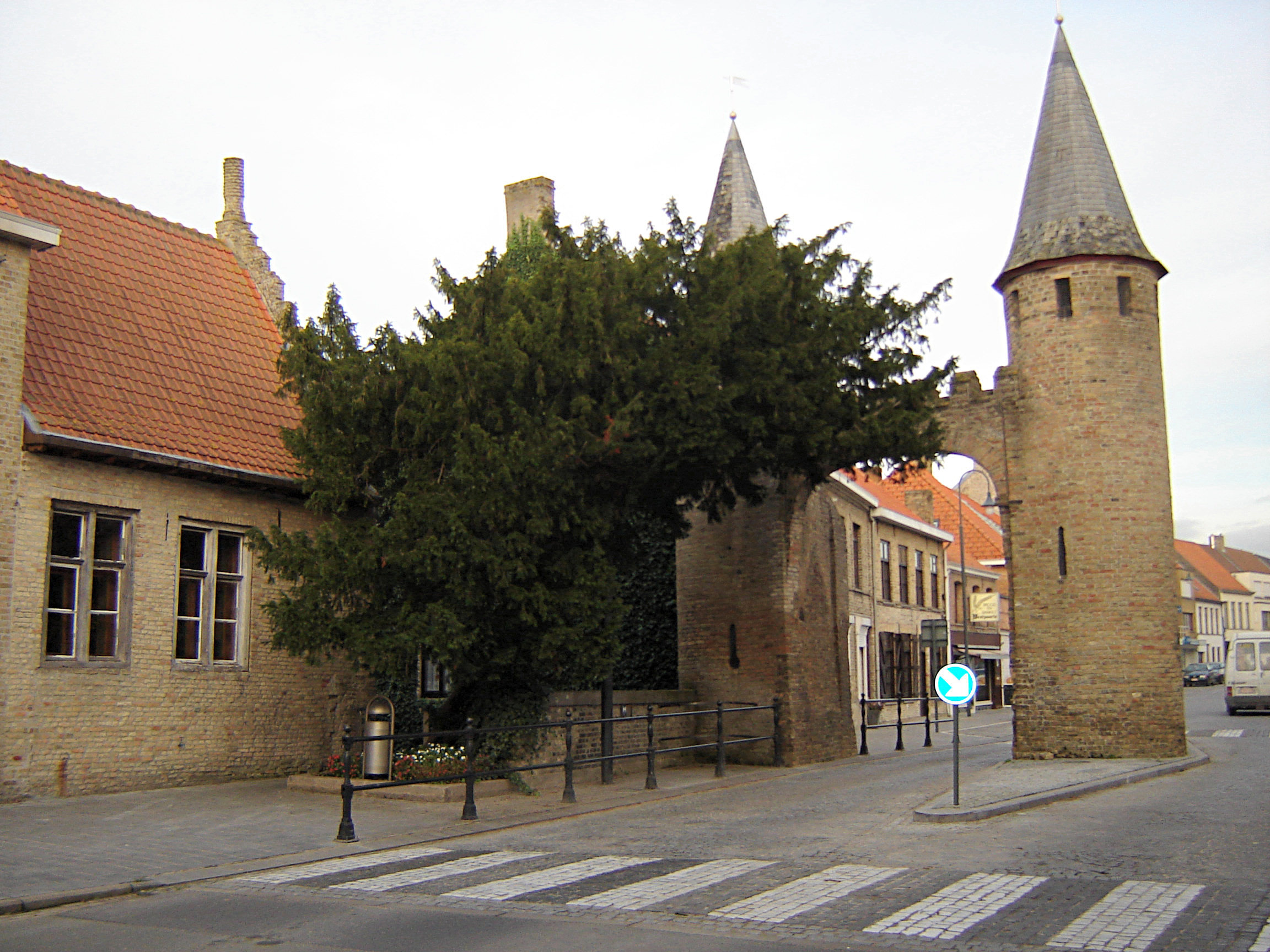
O velho portão da cidade datado do século XIII e uma velha árvore.
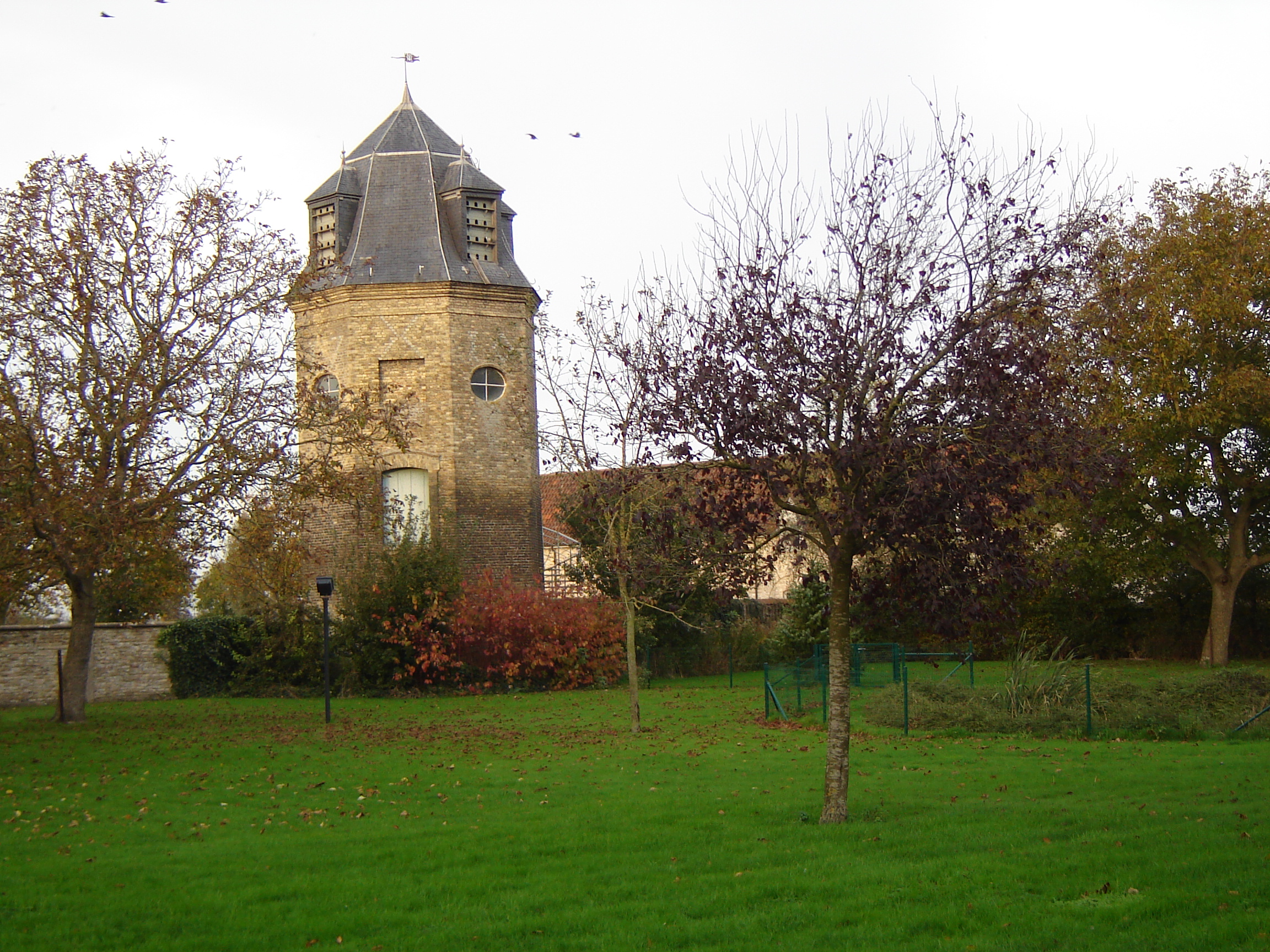
Duiventoren (torre)